# 578. pehotni polk (Wehrmacht)
Za druge 578. polke glejte 578. polk.
578. pehotni polk (izvirno nemško Infanterie-Regiment 578) je bil eden izmed pehotnih polkov v sestavi redne nemške kopenske vojske med drugo svetovno vojno.

## Zgodovina
Polk je bil ustanovljen 28. novembra 1940 kot polk 13. vala na področju Ravensburga iz delov 215. in 521. pehotnega polka ter štaba 5. pehotnega nadomestnega polka; polk je bil dodeljen 305. pehotni diviziji.
13. četa je bila ustanovljena 1. marca 1942, 14. četa pa 1. aprila 1942.
15. oktobra 1942 je bil polk preimenovan v 578. grenadirski polk.